# NGC 2082
NGC 2082 ist eine Balken-Spiralgalaxie vom Hubble-Typ SBb im Sternbild Schwertfisch am Südsternhimmel. Sie ist schätzungsweise 44 Millionen Lichtjahre von der Milchstraße entfernt und hat einen Durchmesser von etwa 25.000 Lj.
Das Objekt wurde am 30. November 1834 von John Herschel entdeckt und im New General Catalogue aufgenommen.